# Стадион НРГ
Стадион НРГ (енгл. NRG Stadium) је вишенаменски стадион који се налази у Хјустон, Тексас, САД. Стадион је изграђен по цени од 352 милиона долара и има капацитет за седење од 72.220 места.  То је био први објекат НФЛ-а који је имао кров на увлачење. 
Стадион је дом Хјустон тексансиа из Националне фудбалске лиге, Хјустон Ливесток Шоу и Родео, Тексас Бовла, утакмица мушке фудбалске репрезентације Сједињених Држава, пријатељских утакмица фудбалске репрезентације Мексика, где служи као домаћин Мексику. Стадион је служио као домаћин за Супер Боулс XXXVIII (2004) и LI (2017), и за Врестл Манију 25. (2009). 
Стадион НРГ део је групе  стадиона (укључујући Астродоме) која се заједно називају НРГ парк. Читав комплекс је добио име по НРГ Енерђи (игра речи) у оквиру 32-годишњег уговора о правима на именовања у износу од 300 милиона америчких долара закључене 2000. године.

### Копа Америка Сентенарио
Копа Америка Сентенарио је био фудбалски турнир одржан 2016. године у знак сећања на 100. годишњицу KОНМЕБОЛ-а. То је била прва Kопа Америца која се одиграла изван Јужне Америке. Овај стадион је био један од стадиона на којима су се играле утакмице. На овом стадиону одигране су укупно 3 утакмице, 2 утакмице у групама и једно од полуфинала.
| № | Датум        | Репрезентације               | Резултат | Турнир      | Гледалаца |
| - | ------------ | ---------------------------- | -------- | ----------- | --------- |
| 1 | 11. јун 2016 | Колумбија – Костарика        | 2:3      | Групна фаза | 51.041    |
| 2 | 13. јун 2016 | Мексико – Венецуела          | 1:1      | Групна фаза | 67.319    |
| 3 | 21. јун 2016 | Сједињене Државе – Аргентина | 0:4      | Полуфинале  | 70.858    |